# Pierre La Mure
Pierre La Mure (ur. 15 czerwca 1899 w Nicei, zm. 28 grudnia 1976) – francuski pisarz.
Studiował na Uniwersytecie w Aix-en-Provence i na paryskiej Sorbonie. Wyemigrował do Stanów Zjednoczonych w czasie II wojny światowej.
Autor powieści z 1950 roku, Moulin Rouge, o życiu Henriego de Toulouse-Lautreca. Książka ta stała się podstawą należącego do klasyki kina obrazu z 1952 roku, o tym samym tytule. Film w reżyserii Johna Hustona zdobył dwa Oscary,  a w rolach głównych wystąpili José Ferrer i Zsa Zsa Gabor.
Bohaterami innych powieści Pierre’a La Mure’a byli: John D. Rockefeller (1937, w jęz. francuskim), Felix Mendelssohn-Bartholdy (Beyond Desire, 1955) i Claude Debussy (Claire de Lune, 1962).  
Na język polski przetłumaczono: Moulin Rouge, Clair de Lune, Miłość niejedno ma imię (Beyond Desire) oraz Prywatne życie Mony Lisy (The private life of Mona Lisa, 1976).
Pierre La Mure zmarł w Kalifornii, w USA.